# Stanisław Kopański

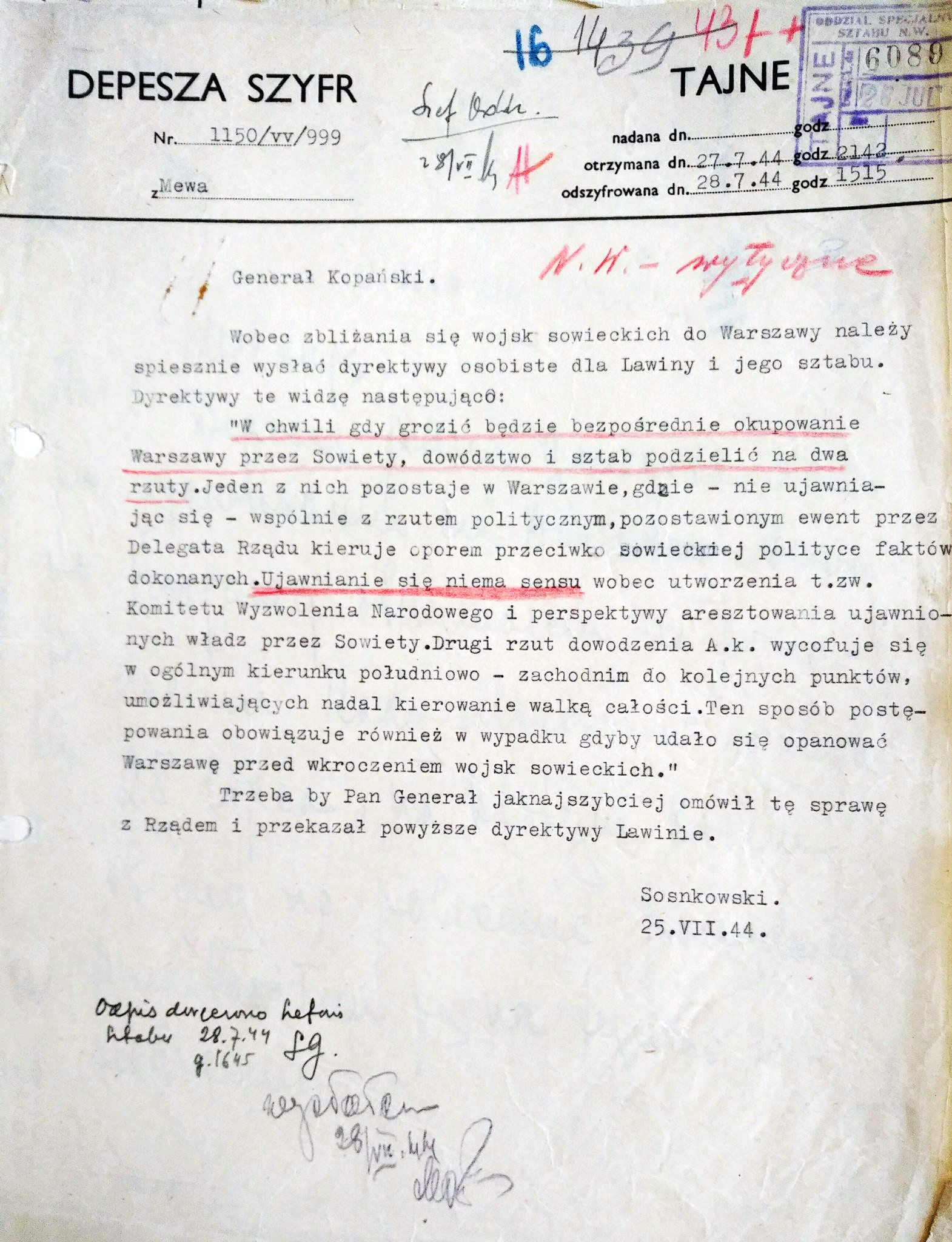
Depesza Naczelnego Wodza gen. Kazimierza Sosnkowskiego z 25 lipca 1944 do szefa sztabu NW gen. Stanisława Kopańskiego z dyrektywami dla dowódcy Armii Krajowej gen. Tadeusza Komorowskiego „Bora” w związku z utworzeniem tzw. Komitetu Wyzwolenia Narodowego

Stanisław Kopański (ur. 7 maja?/19 maja 1895 w Petersburgu, zm. 23 marca 1976 w Londynie) – generał dywizji Wojska Polskiego, dowódca wojskowy i inżynier. W latach 1943–1947 szef Sztabu Naczelnego Wodza, następnie generalny inspektor Polskiego Korpusu Przysposobienia i Rozmieszczenia, w latach 1970–1972 członek Rady Trzech.

## I wojna światowa i pierwsze lata niepodległości do roku 1921
W młodości studiował w Technicznym Instytucie Dróg i Komunikacji w rodzinnym Petersburgu. W czasie I wojny światowej służył w armii rosyjskiej. W 1917 ukończył oficerską szkołę artylerii. Walczył na froncie w baterii konnej 2 Dywizji Kawalerii. Od listopada 1917 roku służył w I Korpusie Polskim w Bobrujsku i pełnił służbę w 3 pułku ułanów, a następnie w 2 baterii konnej. Od listopada 1918 w Wojsku Polskim jako oficer w 1 dywizjonie artylerii konnej.
Po zakończeniu wojny podjął studia na Politechnice Warszawskiej, które przerwał w listopadzie 1918 roku i wyruszył jako żołnierz ochotnik na front pod Lwowem (był dowódcą plutonu). Uczestnik wojny polsko-bolszewickiej w stopniu kapitana, podczas ofensywy wileńskiej w kwietniu 1919 stracił oko. Po zaleczeniu ran powrócił do 1 dak w którym służył do 1923.

## Lata międzywojenne
Po zakończeniu działań wojennych wrócił na Politechnikę i w 1923 roku uzyskał tytuł inżyniera dróg i mostów. W kwietniu 1924 roku ponownie w wojsku. Z dniem 1 czerwca 1924 został przeniesiony do 6 dywizjonu artylerii konnej w Stanisławowie na stanowisko pełniącego obowiązki kwatermistrza z pozostawieniem na odkomenderowaniu na kursie dowódców dywizjonów, do 1 października. 31 października tego roku został ponownie przeniesiony do 1 dak z jednoczesnym przydziałem do Oficerskiej Szkoły Artylerii w Toruniu na stanowisko wykładowcy. W szkole wykładał przedmiot balistyka. W Toruniu awansował na majora.
W latach 1927–1929 studiował razem z majorem kawalerii Stanisławem I Chmielowskim we francuskiej Wyższej Szkole Wojennej (École Supérieure de Guerre). Po powrocie z Paryża, od 7 stycznia do 7 kwietnia 1930 odbył praktykę w Oddziale III Operacyjnym Sztabu Głównego WP.
Od maja 1930 przez dwa lata był dowódcą dywizjonu w 6 pułku artylerii ciężkiej we Lwowie. W stopniu podpułkownika wraca do Oddziału Operacyjnego SG WP na stanowisko kierownika samodzielnego referatu. Na początku 1935 został mianowany zastępcą dowódcy Broni Pancernych w Ministerstwie Spraw Wojskowych Od 25 maja 1937 do marca 1939 dowodził 1 pułkiem artylerii motorowej w Stryju. W międzyczasie, we wrześniu i październiku 1938, uczestniczył w zajęciu Zaolzia, a od października 1938 do marca 1939 był słuchaczem kursu doskonalącego dla oficerów dyplomowanych przy Wyższej Szkole Wojennej w Warszawie.
13 marca 1939 powołany został na stanowisko szefa Oddziału III Operacyjnego SG WP. Tam, pod kierownictwem gen. bryg. Wacława Stachiewicza i jego zastępcy do spraw operacyjnych, płk. dypl. Józefa Jaklicza przystąpił do prac nad planem „Zachód”. Należy podkreślić, że wszyscy trzej oficerowie byli absolwentami francuskiej Wyższej Szkoły Wojennej. Funkcję szefa Oddziału III pełnił również podczas wojny obronnej 1939 w Sztabie Naczelnego Wodza.

## II wojna światowa
We wrześniu 1939 na stanowisku szefa Oddziału Operacyjnego Sztabu Naczelnego Wodza. Po agresji ZSRR na Polskę wraz z Naczelnym Dowództwem przeszedł granicę polsko-rumuńską, następnie przedostał się do Francji. W Armii Polskiej we Francji był początkowo dowódcą broni pancernych.
2 kwietnia 1940 został wyznaczony przez Naczelnego Wodza, gen. Władysława Sikorskiego na dowódcę Brygady Strzelców Karpackich pełniąc obowiązki do 15 września 1942, formowanej w Syrii, w ramach francuskiej Armii Lewantu. Po klęsce Francji mimo próby internowania Brygady, zdołał przeprowadzić zwarty oddział do Palestyny pod dowództwo brytyjskie. 6 września 1940 mianowany został generałem brygady.
Pod jego dowództwem brygada uczestniczyła w kampaniach północnoafrykańskich 1941–1942 (Tobruk, Bardia, El Gazala) zyskując uznanie sprzymierzonych.
Po reorganizacji brygady w 1942 stanął na czele 3 Dywizji Strzelców Karpackich. W 1943, w następstwie katastrofy gibraltarskiej, przejął funkcję szefa Sztabu Naczelnego Wodza i pełnił ją do 1947.

## Okres powojenny

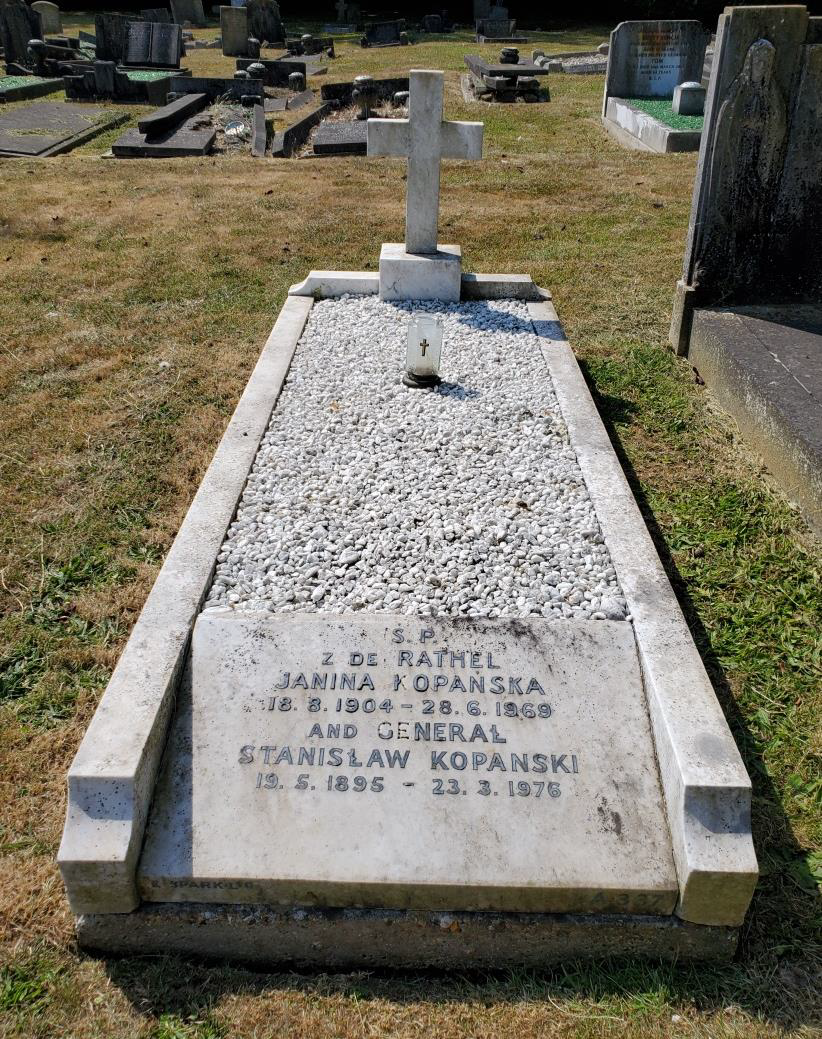
Poprzedni grób Stanisława Kopańskiego na cmentarzu Northwood w Londynie

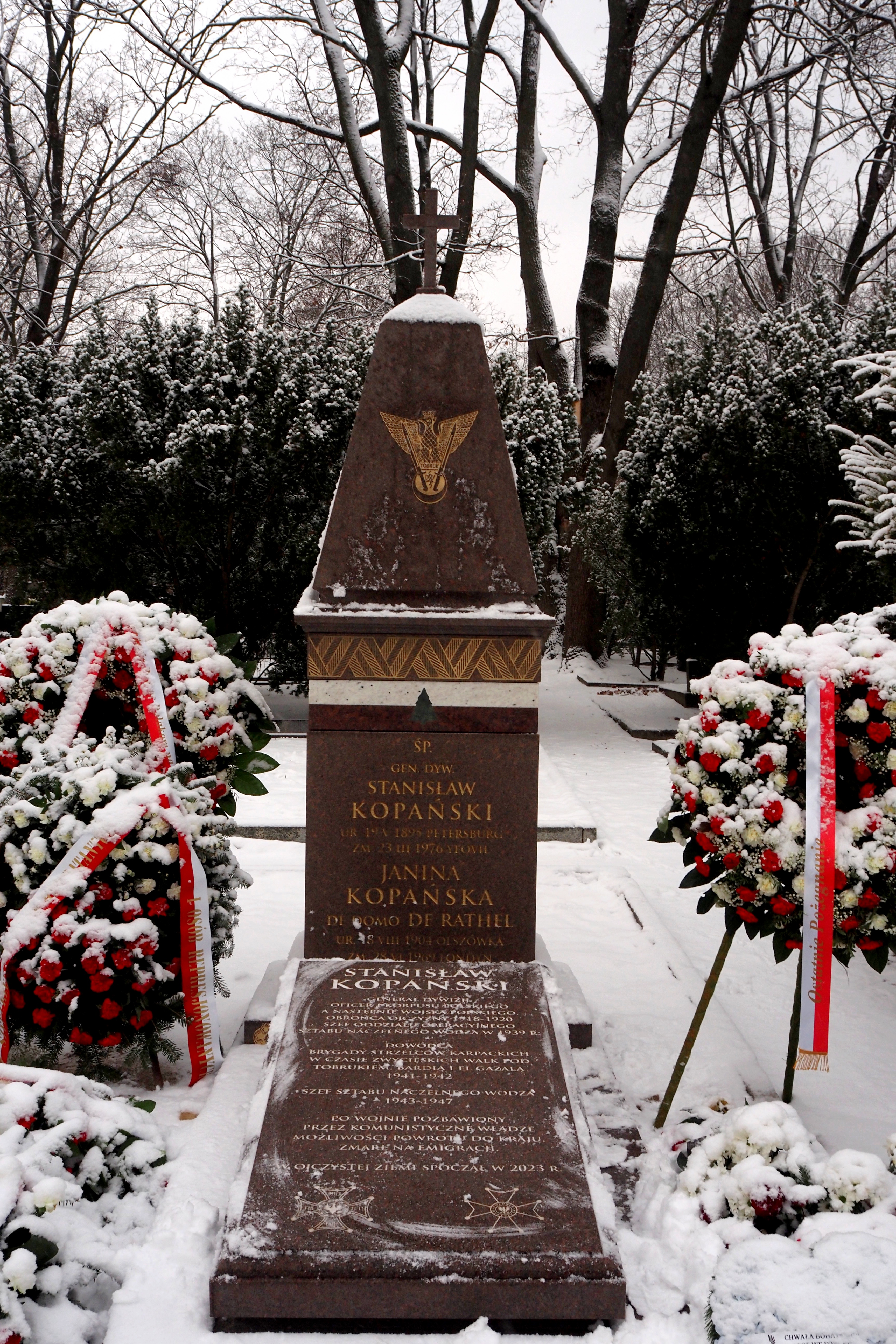
Obecny grób gen. Stanisława Kopańskiego i jego małżonki Janiny na Cmentarzu Wojskowym na Powązkach w Warszawie

Należał do kierowniczej grupy generałów pozostających na emigracji. Od 7 września 1946 do 15 marca 1949 był głównym inspektorem Polskiego Korpusu Przysposobienia i Rozmieszczenia w Wielkiej Brytanii.
26 września 1946 r. Tymczasowy Rząd Jedności Narodowej, na podstawie ustawy z 1920 r. o obywatelstwie Państwa Polskiego, pozbawił Kopańskiego obywatelstwa polskiego i stopnia generała w związku z [...] przyjęciem bez zgody właściwych władz polskich, urzędu publicznego w państwie obcym, a to podejmując się funkcji współorganizowania Polskiego Korpusu Przysposobienia i Rozmieszczenia, będącego formacją paramilitarną stanowiącą część armii brytyjskiej. Uchwałę TRJN uchyliła Rada Ministrów PRL pod przewodnictwem Piotra Jaroszewicza uchwałą nr 256/1 z 23 listopada 1971. Na początku 1972 konsul generalny PRL w Londynie przesłał odpowiednie powiadomienie w tej sprawie.
17 lipca 1972 Prezydent RP na uchodźstwie, Stanisław Ostrowski mianował go Generalnym Inspektorem Sił Zbrojnych, zlecił mu „czynności, które w myśl obowiązujących ustaw i w ramach aktualnej sytuacji Sił Zbrojnych należą do kompetencji Naczelnego Wodza” oraz zastrzegł, że „określone ustawowo kompetencje urzędu Generalnego Inspektora Sił Zbrojnych zacznie Pan Generał pełnić z chwilą zarządzenia demobilizacji”.

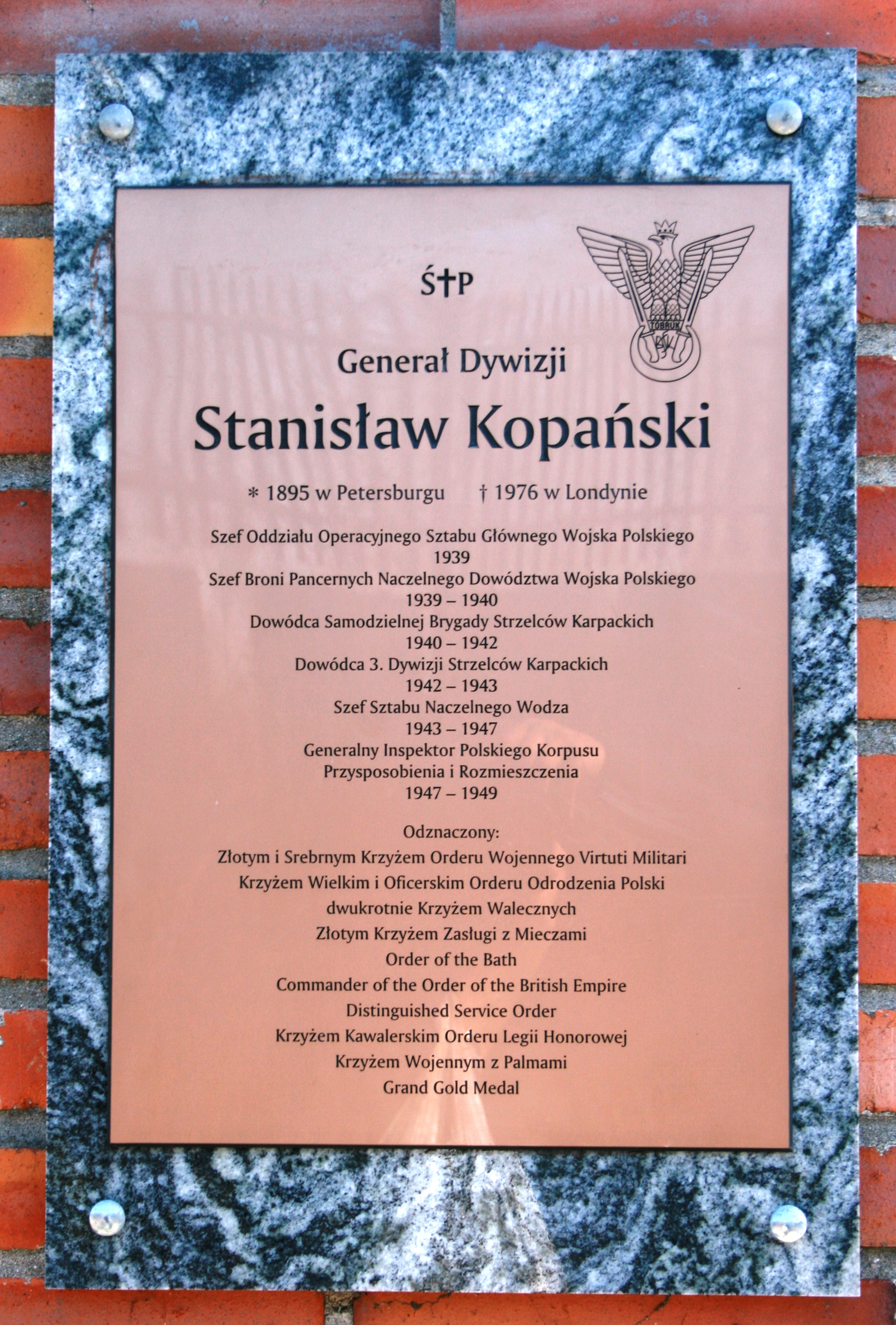
Tablica poświęcona Stanisławowi Kopańskiemu na murze kwatery 1 Samodzielnej Brygady Spadochronowej na Cmentarzu Wojskowym w Warszawie

Zmarł w Londynie 23 marca 1976 r. Pochowany został na cmentarzu Northwood w północno-zachodnim Londynie ( A337).
W 2023 r. trumny ze szczątkami generała oraz jego żony Janiny zostały sprowadzone do Polski i pochowane na Cmentarzu Wojskowym na Powązkach w Warszawie (kwatera C, rząd 10a, grób 24).

## Upamiętnienie
W 1991 został wybity medal z podobizną gen. Stanisława Kopańskiego o treści Bitwa o Tobruk 1941–1991, wydany przez Mennicę Państwową, a zaprojektowany przez Zbigniew Stasika.

## Awanse
- podporucznik – 1916
- porucznik – 1918
- kapitan – zweryfikowany ze starszeństwem z dniem 1 czerwca 1919
- major – 1 grudnia 1924 ze starszeństwem z dniem 15 sierpnia 1924 i 94 lokatą[13]
- podpułkownik – 14 grudnia 1931 ze starszeństwem z dniem 1 stycznia 1932 i 8 lokatą[14]
- pułkownik – 19 marca 1939
- generał brygady – 3 maja 1940
- generał dywizji – 23 października 1944

## Ordery i odznaczenia
- Krzyż Złoty Orderu Wojennego Virtuti Militari nr 26 (1940)[15][16]
- Krzyż Srebrny Orderu Wojskowego Virtuti Militari (1922)[17]
- Wielka Wstęga Orderu Odrodzenia Polski (pośmiertnie, 19 marca 1976)[18]
- Krzyż Oficerski Orderu Odrodzenia Polski
- Krzyż Walecznych (dwukrotnie)
- Złoty Krzyż Zasługi z Mieczami
- Złoty Krzyż Zasługi (18 marca 1933)[19]
- Medal Niepodległości (16 marca 1933)[20]
- Order Łaźni (Wielka Brytania)
- Komandor Orderu Imperium Brytyjskiego (Wielka Brytania)
- Distinguished Service Order (Wielka Brytania)
- Oficer Orderu Legii Honorowej (Francja)[21]
- Krzyż Wojenny (Francja)
- Medal międzysojuszniczy „Médaille Interalliée”[22]
- Krzyż Wielki Magistralny Orderu Maltańskiego (SMOM, 1974)[23]
- Krzyż Wojenny Czechosłowacki 1939 (12.09.1942)[24]

## Publikacje
Autor artykułów w czasopismach fachowych, głównie w „Bellonie”, oraz dwóch tomów wspomnień:
- Wspomnienie wojenne 1939–1945. Londyn 1961,
- Moja służba w Wojsku Polskim 1917–1939. Londyn 1965.